# P2M
P2M — «A Guidebook of Project and Program Management for Enterprise Innovation» — стандарт з управління проєктами, що базується на досвіді Японії з 1999 року, який дозволив візуалізувати проєкти з більшою доданою вартістю та інноваційні програми.
P2M — це система знань, представлена у формі «Настанови з управління інноваційними проєктами та програмами підприємств». Перша редакція P2M була опублікована у листопаді 2001 року Японською асоціацією розвитку інжинірингу (ENAA), зараз P2M підтримується Асоціацією проєктних менеджерів Японії (PMAJ).
P2M сконцентрував досвід японських компаній з 1980 року, сформувавши методологію управління цінністю і одужання компаній за останнє десятиліття з 1990 року, як новий напрямок розвитку.
Головна перевага Р2М по відношенню до інших шкіл з управління проєктами полягає в тому, що в Р2М робиться акцент на вироблення інновації як підходу до управління програмами і керування очікуваннями зацікавлених осіб. Водночас проєкт в Р2М — в першу чергу зобов'язання менеджера проєкту створити цінність як продукт відповідно до місії програми і організації в цілому.

## P2M в Україні
Методологія P2M в Україні користується всебічною підтримкою з боку уряду. Міністерство фінансів України за допомогою найбільш відомих японських професорів просуває знання і технології P2M в регіонах і великих організаціях.
На замовлення Міністра фінансів Ярошенка Ф. О. японською асоціацією PMAJ спільно з UPMA (Українська асоціація управління проєктами) був розроблений дводенний майстер-клас з P2M для керівників міністерств і адміністрацій. Розробники майстер-класу — професор Хіросі Танака (творець методології P2M) і професор  Бушуєв С. Д. (Головний радник Міністра фінансів України).
У листопаді 2010 року вийшла українська версія P2M, яка була підготовлена до видання відповідно до планів кооперації Міністерства фінансів України з Японською та Українською асоціаціями управління проєктами. Така кооперація виникла влітку 2005 р. під час візиту в Україну японської делегації під керівництвом професора Сигенобу Охари для проведення першого в Україні майстер-класу за новою системою знань P2M. Після цього українська делегація співпрацювала з японськими фахівцями в школі менеджменту в м. Лілль (Франція). У 2008 році, завдяки участі професора Бушуєва С. Д. у Всесвітньому конгресі в Токіо і відвідуванню України професором Хіросі Танакою , — президентом Японської асоціації управління проєктами, з проведеними в 2008–2010 роках більш ніж десятьма майстер-класами в Києві, Харкові, Миколаєві, Дніпропетровську, Львові та Одесі, була висловлена зацікавленість в професійному середовищі щодо використання системи знань P2M в українській практиці. Особливий інтерес до впровадження знань з управління інноваційними проєктами та програмами був проявлений в Міністерстві фінансів України у процесі розробки та впровадження програми реформ фінансового сектора України, яка була затверджена Президентом України  в 2010 році.
24 листопада 2010 в Міністерстві фінансів України відбулася зустріч Міністра фінансів Ярошенка Ф. О. з президентом Японської Асоціації управління проєктами Хіросі Танакою і директором Українсько-японського Центру Осаму Мідзутані.
17 грудня 2010 Міністром фінансів України були затверджені «Стратегічні напрями роботи Міністерства фінансів України на 2011–2013 роки». У документі, відповідно до методології P2M, були виділені Місія, Стратегічні і Внутрішні цінності, а також Стратегічні завдання Міністерства фінансів. У рамках кожного із стратегічних напрямків/цілей на керівництво та структурні підрозділи Міністерства фінансів були покладені завдання з організації роботи на основі застосування стандарту з управління інноваційними проєктами та програмами організацій Р2М.
За словами Міністра фінансів України Ф. О. Ярошенка, «При створенні Віртуального університету Міністерства фінансів була вивчена і використана найкраща практика багатьох країн та провідних університетів світу. Ця практика підтверджує, що альтернативи застосуванню інноваційного підходу та системи знань Р2М немає».
Прем'єр-міністр України Азаров М. Я. та Міністр фінансів України Ф. О. Ярошенко є співавторами низки наукових праць з методології P2M.